# 華月奏
華月 奏（はなづき そう、4月21日-）は、OSK日本歌劇団の男役スター。愛知県名古屋市出身。A型。

## 略歴
幼少期よりジャズダンス、クラシックバレエ、HIPHOP 等、様々なジャンルのダンスを習得
。OSKの舞台でその実力を存分に発揮している。 OSKの研修所入所以前に『a-nation’04』『EXILE LIVE TOUR 2005』などに、アクトダンサーとして出演した経験がある異色の経歴の持ち主。
2007年、NewOSK日本歌劇団研修所（当時）入所。第85期生。同期に城月れい（娘役スター）がいる。
2009年、OSK日本歌劇団に入団、大阪松竹座『春のおどり』で初舞台。
2016年、OSK Revue Café『Bonjour!!』で初主演。
2017年、神戸三宮シアター・エートー『HIDEAWAY～ハイダウェイ～』で、劇場公演初主演。
その後も2019年、心斎橋角座『REVUE JAPAN～GEISHA & SAMURAI～』や『Precious Stones』の主演をはじめレビュー・ミュージカル作品への出演や、2020年『華月奏スペシャルライブ』、2022年～『名古屋をどりNEO傾奇者』・2023年『ZIPANGU 光が彩る演舞祭』の外部出演のほか、『OSK日本歌劇団創立100周年記念コンサート』や2023年『レビュー Road to 2025!!』オープニングセレモニー・2024年『楊琳・舞美りらのフェアウェルパーティー』での司会など、幅広く活動を行っている。

## 主な舞台
研修生時代
- 3月、世界館『84期生業公演「虹色の風 ～記憶の森の神話～」』
- 4月、大阪松竹座『第五回 レビュー春のおどり「2008・春 いま、桜咲く」　お祝い道中 ～浪花ともあれ桜花爛漫～／Dream Step!』

入団後
2009年
- 3月、大阪松竹座『レビュー春のおどり 桜彦翔る／RUN & RUN』＊初舞台[4]
- 7月、京都南座『レビュー in KYOTO III さくら颱風／DREAMS COME TRUE！』
- 7月、いかるがホール『桜花昇ぼるオンステージ Song for you』　＊口上
- 10月、たけふ菊人形『ファシネーション～魅惑と情熱の炎～』

2010年
- 1月、サンケイホールブリーゼ『真田幸村ミュージカル YUKIMURA－我が心 炎の如く－』
- 4月、大阪松竹座『レビュー春のおどり 桜彦翔る！エピソードII／JUMPING TOMORROW！』
- 5月、大阪ビジネスパーク円形ホール『バンディット～霧隠才蔵外伝～』
- 7月、京都南座『レビュー in KYOTO IV　みやこ浪漫／ダンシング・ラプソディ』
- 8月、世界館『infinity・インフィニティ－翼を広げて－』
- 10月、たけふ菊人形グランドレビュー
- 11月、大塚国際美術館システィーナホール『システィーナ歌舞伎　スサノオsusanoo』
- 12月、大阪国際交流センター大ホール『女帝を愛した男～ポチョムキンとエカテリーナ～』

2011年
- 1月、いかるがホール『SONG FOR YOU 2011』
- 4月、大阪松竹座『レビュー春のおどり 繚乱 さくら 桜 サクラ／STARS LEGEND～DANCE DANCE DANCE～』
- 7月、京都南座『レビュー虹のおどり　安土ロマネスク／MIDSUMMER STEP ダンシング・ファンタジー』
- 8月、世界館『Fresh Soda Balloon』
- 10 - 11月、たけふ菊人形『グランドレビュー2011　戦国の絆／パッショーネ』
- 11月、九度山町文化スポーツセンター竣工記念公演『真田幸村～夢燃ゆる～』
- 12月、オ・セイリュウ『ダンシング・ホロスコープ』

2012年
- 1月、いかるがホール『桜花昇ぼるオンステージ SONG FOR YOU 2012』
- 4月、大阪松竹座『レビュー春のおどり 桜舞う九重に／GLORIOUS OSK』
- 5月、オ・セイリュウ『スターライト・スコープ』
- 7月、京都南座『レビュー in Kyoto　ラブ・メルヘン シンデレラパリ／グラン・ジュテ』
- 11月、高石チャリティ公演『SECRET！』

2013年
- 1月、いかるがホール『SONG FOR YOU 2013』
- 2月、なんばHatch『熱烈歌劇2013～歌劇のススメ～』
- 4月、大阪松竹座・東京日生劇場『レビュー春のおどり 桜絵草紙／Catch a Chance Caych a Dream』
- 5月、ABCホール『Silver Rose～天使の恋人～』ファル役
- 7月、京都南座『レビュー in Kyoto　Love Traveler／ネクステージ～夢を叶えるSong＆Dance～』
- 10 - 11月、たけふ菊人形『グランドレビュー2013　武生の鼓太郎／Wrapping！Clapping！』
- 12月、高槻現代劇場『義の人～高山右近伝～』

2014年
- 1月、たかいし市民文化会館『羽衣天女伝説／Wrapping！Clapping！』
- 1月、いかるがホール『SONG FOR YOU 2014』
- 5・8月、大阪松竹座・新橋演舞場『レビュー春のおどり　桜花抄／Au Soleil』
- 6 - 7月、オ・セイリュウ『HEART BEAT』
- 11月、近鉄アート館『プリメール王国物語』オーギュスト役
- 12月、『CHRISTMAS PREMIUM SHOW』

2015年
- 2 - 5月、オ・セイリュウ『MY FLOOR』エイダン役
- 6月、大阪松竹座『レビュー春のおどり　浪花今昔門出賑／Stormy Weather』
- 7月、近鉄アート館『プリメール王国物語』オーギュスト役
- 9 - 11月、大丸心斎橋劇場・たけふ菊人形・上田市交流文化芸術センター『紅に燃ゆる～真田幸村 紅蓮の奏乱～』毛利勝永役
- 11月、京都南座『レビュー in Kyoto　浪花今昔門出賑／Stormy Weather』

2016年
- 1 - 3月、レビューカフェ『Bonjour!!』＊初主演[5]
- 5・7月、大阪松竹座・新橋演舞場『レビュー春のおどり　花の夢 恋は満開／Take the beat！』
- 5月、銀座博品館劇場『紅に燃ゆる～真田幸村 紅蓮の奏乱～』毛利勝永役
- 6月、おかやま未来ホール・近鉄アート館『紅に燃ゆる～真田幸村 紅蓮の奏乱～』毛利勝永役
- 8 - 9月、レビューカフェ『BLUE MOMENT』　＊主演
- 10 - 11月、大阪ビジネスパーク円形ホール・たけふ菊人形グランドレビュー2016『レジェンド 愛の神話』

2017年
- 1月、高槻現代劇場『高山右近 伝』織田信長役
- 1 - 2月、レビューカフェ『Hopeful』　＊主演
- 1 - 2月、近鉄アート館『REVUE JAPAN ～GEISHA＆SAMURAI～』
- 3月、なら100年会館大ホール『紅に燃ゆる～真田幸村 紅蓮の奏乱～』毛利勝永役
- 4月、近鉄アート館『Precious Stones JASPER』
- 5 - 6月、レビューカフェ『New York,New York』＊主演
- 7月、神戸三宮シアター・エートー『HIDEAWAY～ハイダウェイ～』＊劇場公演初主演[6]
- 10・12月、YES THEATER・真岡市民会館『JAZZY～DANCE AND THE BEAT～』

2018年
- 3月、大丸心斎橋劇場『巴里のアメリカ人』アダム・クック役
- 5月、松竹座『レビュー春のおどり』
- 7月、新橋演舞場『レビュー夏のおどり』
- 8月、レビューカフェ『CHANSON DE PARIS』＊主演
- 9 - 11月、たけふ菊人形『GERSHWIN NIGHT』

2019年
- 3月、近鉄アート館『新撰組 コンチェルト～狂奏曲～』山南敬助役[13]
- 3月、新橋演舞場『レビュー春のおどり』
- 4月、クールジャパンパーク大阪『新撰組 コンチェルト～狂奏曲～』山南敬助役[14]
- 4月、松竹座『レビュー春のおどり』
- 7月、京都南座 OSK SAKURA REVUE
- 12 - 2020年2月、DAIHATSU心斎橋角座『REVUE JAPAN～GEISHA & SAMURAI～』＊主演

2020年
- 4・5月、大阪松竹座・新橋演舞場『レビュー春のおどり』（公演中止）
- 7月、京都南座『OSK SUMMER SPECIAL 2020』（公演中止）
- 11月、大阪松竹座「OSKだよ全員集合！ Memorial Show & Premium Talk」

2021年
- 1・3月、大阪松竹座・新橋演舞場『レビュー春のおどり ツクヨミ／Victoria!』
- 6・8月、大阪松竹座・新橋演舞場『レビュー夏のおどり STARt』

2022年
- 2・3月、大阪松竹座・新橋演舞場『劇団創立100周年記念「レビュー春のおどり 光／INFINITY」』（2月5日～13日 公演中止）[15]
- 7月、京都南座『劇団創立100周年記念 南座「レビューin Kyoto ミュージカルロマン 陰陽師／INFINITY」』[16]
- 9月、中之島中央公会堂『創立100周年記念コンサート』
- 10月、『「名古屋をどりneo傾奇者 」（第74回名古屋をどり）』＊ゲスト出演 [17]
- 12月、近鉄アート館『近松TRIBUTE』（12月19日のみ 公演中止）

2023年
- 2月、大阪松竹座・新橋演舞場『レビュー春のおどり ミュージカルアクト レ・フェスティバル／未来への扉～Go to Future～』[18]
- 6月、なんばパークス『wakupaku Live Kitchen』
- 10月、『「名古屋をどりNEO傾奇者 」（第75回名古屋をどり）』NEO舞踊劇「名古屋からくり事件簿」小林少年役 ＊ゲスト出演[19][20]
- 11月、京都南座『レビュー in Kyoto Go to the future ～京都から未来へ！～』[21]
- 12月、先斗町歌舞練場『ZIPANGU 光が彩る演舞祭』[注釈 1][9][22]

2024年
- 2月、扇町ミュージアムキューブ『大阪ラプソディ』 [23]
- 4月、大阪松竹座『レビュー春のおどり 春楊桜錦絵／BAILA BAILA BAILA』 [24][25]
- 7月、京都南座『レビュー in Kyoto BAILA BAILA BAILA 南座バージョン』 [26]
- 8月、新橋演舞場『レビュー 夏のおどり　春楊桜錦絵／BAILA BAILA BAILA』[27]
- 10月、シンフォニア岩国『レビュー in IWAKUNI』 [28]
- 10月、岡谷鋼機名古屋公会堂（旧名古屋市公会堂）『第77回名古屋をどり「名古屋をどり NEO -傾奇者-」』NEO舞踊劇「名古屋ハイカラ華劇團」詩岳院誠役 ＊ゲスト出演[29]
- 11月、COOL JAPAN PARK OSAKA『レビュー Road to 2025!!　四季彩／Shining Life』 [30][31]

2025年
- 1月、Singtel Waterfront Theatre『シンガポール特別公演　Les Ailes』[32]
- 2月、ナレッジシアター・銀座博品館劇場『三銃士　THE THREE MUSKETEERS』 - 枢機卿リシュリュー役[33][34]
- 3月、メニコンシアターAoi・ベッセルおおち『レゼル Les Ailes～』[35][36]
- 4月、京都南座『レビュー in Kyoto　〜レゼル〜 Les Ailes 南座バージョン』[37][38]
- 6月、大阪松竹座『レビュー 春のおどり　翔〜Fly High〜／The Legendary!』[39]
- 8月、新橋演舞場『レビュー 夏のおどり　翔〜Fly High〜／The Legendary!』[40]
- 9月、英国 HOME Manchester Theatre『OSK 日本歌劇団レビューショー』[注釈 2][41]
- 9月、COOL JAPAN PARK OSAKA『EXPO2025!! REVUE OSAKA』[42]
- 10月、岡谷鋼機名古屋公会堂（旧名古屋市公会堂）『第78回名古屋をどり「名古屋をどり NEO -傾奇者-」』NEO舞踊劇「元禄おんな忠臣蔵」忠兵衛役 ＊特別出演[43]
- 11 - 2026年2月、全国巡業『トップスター翼和希 REVUE SHOW!』

### OSK Revue Cafe in Brooklyn Parlor OSAKA
2020年
- 8月、『華月奏ショートライブ』
- 9 - 10月、『華月奏スペシャルライブ』

2021年
- 3 - 4・7月、『愛瀬光・華月奏スペシャルライブ』
- 10 - 11月、『Every Little Star』　＊主演

2022年
- 6月、『桐生麻耶スペシャルライブ』
- 9 - 10月、『Precious Stones』　＊主演

2023年
- 6 - 7月、『Precious Stones』　＊主演

2024年
- 5 - 6月、『Precious Stones』 ＊主演 [44]

### イベント・その他
- 新・にっぽんの芸能 “名古屋をどり”に新風！　伝統とエンタメの大集結（2022年11月11日、NHK Eテレ）[45]
- 連続テレビ小説「ブギウギ」梅丸少女歌劇団（USK）技芸員 花園都役（NHK）[注釈 3][46]
- 芸能きわみ堂 （２４）楽しさ満載！「名古屋をどり」の魅力 （2023年11月24日、NHK Eテレ・全国）[47]
- NEO舞踊劇「名古屋からくり事件簿」完全版 ～第75回 名古屋をどり～（2023年12月7日（6日深夜）、NHK Eテレ・中部7県）[48]
- 今宮戎神社 宝恵駕行列（2024年1月10日、とんぼりリバーウォーク～今宮戎神社）[49][50]
- アキナのぶっちゃけていいんじゃないの（2024年2月5日、eo光チャンネル） [51]
- 第24回 わが心の大阪メロディー（2024年11月5日、NHK）[52][53]